# Кайзер, Бенжамен
Бенжамен Кайзер (фр. Benjamin Kayser; род. 26 июля 1984 года в Париже, Иль-де-Франс, Франция) — французский регбист.

## Биография

### Клубная карьера
Кайзер начал свою карьеру в молодёжных командах «Стад Франсе» и с 2000 года начал привлекаться к играм за основной состав. В то же время он вызывается в молодёжную и вторую сборную Франции. В сезоне 2006/07 он проводит 20 игр в Топ 14 и 3 матча в Кубке Хейнекен. В этом сезоне игрок стал чемпионом Франции, когда в финале плей-офф «Стад Франсе» обыграл «Клермон Овернь» со счётом 23—18 . В Кубке Хейнекен того же сезона его команда встретилась в четвертьфинале с английским «Лестер Тайгерс». По окончании сезона игрок перешёл в «Тайгерс», подписав двухлетний контракт.
В составе «Тигров» занёс свою первую попытку 20 октября 2007 года в домашнем матче против «Вустера». В первом сезоне клуб дошёл до финала плей-офф Авива Премьершип, но проиграл «Уоспс» 16—26. Кайзер в том матче остался в запасе . В следующем сезоне «Лестер» выигрывают и регулярный чемпионат и плей-офф. В финальном матче против «Лондон Айриш» (10—9) Кайзер вновь остаётся в запасе. Клуб решает не продлевать контракт с игроком, который возвращается в свой первый клуб.
Однако Кайзер не сумел закрепиться в составе, выйдя в основе в 11 матчах из 26 и принял решение вновь сменить клуб и на этот раз присоединиться к «Кастру». Он сыграл в своём единственном сезоне 28 матчей за клуб и присоединился к «Клермону», в составе которого вышел в финал плей-офф Топ 14 сезона 2013/14, однако матч был проигран «Стад Франсе» со счётом 6—12 . В ноябре 2015 года стало известно, что Кайзер продлил контракт с клубом до 2019 года.

### Карьера в сборной
Кайзер дебютировал в составе сборной Франции 28 июня 2008 года в матче со сборной Австралии, проигранном со счётом 13—34. Он четырежды вызывался в сборную на матчи Кубка шести наций: в 2009, 2013, 2014 и 2015 годах. В 2015 году сыграл на Чемпионате мира, в котором сборная Франции дошла до четвертьфинала, где проиграла сборной Новой Зеландии.

## Достижения
- «Стад Франсе»
  - Победитель Топ 14 2006/07
- «Лестер Тайгерс»
  - Победитель Авива Премьершип 2008/09